# 9-й/12-й уланский полк
9-й/12-й королевский уланский полк (принца Уэльского) (англ. 9th/12th Royal Lancers (Prince of Wales's)) — танковый (формально кавалерийский) полк Британской армии. Образован в 1960 году после слияния 9-го и 12-го королевских уланских полков. В последние годы существования полк служил в качестве разведывательного соединения в составе 7-й британской бронетанковой бригады «Пустынные крысы» (англ. Desert Rats). Штаб полка располагался в Саут-Уигстоне в графстве Лестершир, вместе со штабом Лестерширско-дербиширского йоменского полка. 2 мая 2015 года объединён с Её Величества королевским уланским полком в единый полк Королевский уланский полк.

## История
Полк был образован 11 сентября 1960 года в результате объединения двух уланских полков — 9-го и 12-го — на базе Тидуорт в гарнизонной церкви. Согласно официальной летописи полка:

Здесь, 11 сентября 1960 года, 9/12-й уланский королевский (принца Уэльского) полк был сформирован из солдат 9-го Её Величества королевского уланского полка и 12-го королевского уланского полка (принца Уэльского), собравшихся вместе перед Богом. Это не начало, но продолжение до самого конца, приносящее истинную славу.
Оригинальный текст (англ.)Here on the 11 September 1960, 9th/12th Royal Lancers (Prince of Wales’s) was formed by the 9th Queen’s Royal Lancers and the 12th Royal Lancers (Prince of Wales’s) coming together before God. It is not the beginning but the continuing of the same until it be thoroughly finished, which yieldeth the true glory.

В год образования на вооружении полка были танки типа «Центурион» Вскоре после образования полк был переведён в Северную Ирландию. С сентября 1962 года полк год пробыл на Ближнем Востоке, и далее перебазировался в Германию. 15 июля 1965 года королева Елизавета II как главнокомандующий вооружёнными силами, приняла парад с участием полка. Ещё раз королева посетила полк 9 мая 1970 года. Тесная связь с городом Дерби привела к награждению полка Freedom of the City 10 мая 1972 года; с января 1975 года полк нёс службу в графстве Арма на протяжении 4 месяцев, участвуя в урегулировании Конфликта в Северной Ирландии. В конце 1980-х годов находился на Кипре в связи с чрезвычайной ситуацией на острове.
В 1991 году эскадрон B отправился на Ближний Восток, где участвовал в операции «Гранби» во время войны в Персидском заливе. Активно участвовал в операции «Схватка» в Боснии, начиная с 1992 года, а в 1999 году участвовал в учениях в Канаде в роли условного противника. Полк участвовал в операциях британских войск в Ираке в 2003—2008 годах и в Афганистане в 2011 году. 5 ноября 2012 года личный состав полка стал почётными гражданами Нортгемптона. Всего с момента формирования полк дислоцировался в Афганистане, Белизе, Боснии, Германии, Ираке, Канаде, Кипре, Косово, Кувейте, Северной Ирландии и Саудовской Аравии, участвуя в боевых действиях и миротворческих операциях.
В 2012 году в рамках программы «Армия 2020» было объявлено о грядущем упразднении полка: его объединили с Её Величества королевским уланским полком в единый Королевский уланский полк.

## Традиции полка

### Полковая молитва
О Вечный Боже, дай нам, твоим слугам 9/12 королевским уланам, сил, направление, смелость и непоколебимую веру, что мы сможем когда-либо служить тебе по-настоящему, и, наконец, милости Твоей достичь вечной славы, через Иисуса Христа, Господа нашего — Аминь.
Оригинальный текст (англ.)O Eternal God, grant to us, thy servants of the 9th/12th Royal Lancers, strength, guidance, courage, and steadfast Faith, that we may ever serve thee truly; and finally by thy mercy attain everlasting glory, through Jesus Christ our Lord - Amen.

### Благотворительная ассоциация
Существует благотворительная ассоциация, задачей которой является помощь всем бойцам полка (равно как и членов подразделений, из которых он был образован).

### Полковой музей
Полковой музей работает в рамках Музея и художественной галереи Дерби в рамках выставки «Галерея солдатских рассказов» (англ. Soldier's Story Gallery). Вход в музей — бесплатный, хотя принимаются пожертвования на поддержание коллекции. В современный вид галерея была приведена на средства гранта от Heritage Lottery Fund (HLF) совместно с самим полком, городским советом Дерби и иными воинскими частями (Дербиширское йоменство, Полк Вустерширских и Шервудских лесничих). Открытие обновлённой галереи состоялось 25 октября 2008 года. Было выставлено около 200 новых объектов, включая макет башни танка, оружие, медали, полноразмерные реконструкции уланов времён Первой мировой войны и небольшой кусочек траншеи тех же времён вместе со звуковыми эффектами. Экспозиция сопровождена аудио-видео гидом.

### Поминовение павших
В выходные, выпадающие в промежуток с 28 августа по 7 сентября, проводились поминальные мероприятия в память всех павших солдат полка. Эти выходные известны под названием Mons Moy. 28 августа 1914 года в местечке Мой (Moy) 12-й уланский полк провёл успешную атаку против драгунской гвардии Германской императорской армии — последнюю кавалерийскую атаку в истории Британской армии.

## Союзные подразделения
- Полк острова Принца Эдуарда[англ.]
- 12-й кавалерийский (Сэма Брауна) полк[англ.]

## Воинские почести
По британским традициям, воинские почести присваиваются тем частям, которые проявили себя в различных боях, и представляют собой нанесение символического названия сражения на штандарт полка. 9/12-му уланскому полку присвоены следующие почести:
- Egypt, Salamanca, Peninsula, Waterloo, Punniar, Sobraon, Chillianwallah, Goojerat, Punjaub, South Africa 1851–53, Sevastopol, Delhi 1857, Lucknow, Central India, Charasiah, Kabul 1878, Kandahar 1880, Afghanistan 1878–80, Modder River, Relief of Kimberley, Paardeberg, South Africa 1899–1902
- Great War: Mons, Retreat from Mons, Marne 1914, Aisne 1914, Messines 1914, Ypres 1914–18, Somme 1916–18, Arras 1917, Cambrai 1917–18, Rosieres, Sambre, Pursuit to Mons
- Second World War: Dyle, Dunkirk 1940, Somme 1940, NW Europe 1940, Chor Es Sufan, Gazala, Rusweisat, El Alamein, El Hamma, Tunis, N Africa 1941–43, Lamone Bridgehead, Argenta Gap, Bologna, Italy 1944–45

## Командный состав

### Почётные командиры
- 1960—2002: королева-мать Елизавета
- 2003—2015: Эндрю, герцог Йоркский

### Командующие полком
Список командующих полком с 1960 по 2015 годы
- 1960—1961: генерал сэр Ричард Лондон Макрири[англ.] (бывший командир 12-го уланского полка[англ.])
- 1961—1967: майор (почётный подполковник) Джеральд Хью Гровенор, 4-й герцог Вестминстер
- 1967—1973: генерал-майор Гилберт Уолтер Риверсдейл Монктон, 2-й виконт Монктон из Бренчли
- 1973—1978: бригадир Кристофер Джон Бекетт, 4-й барон Гримторп[англ.]
- 1978—1982: генерал-майор Саттон Мартин О’Хегерти Эбрахам (англ. Sutton Martin O'Heguerty Abraham)
- 1982—1986: генерал-майор Джон Майлз Брокбенк (англ. John Myles Brockbank)
- 1986—1990: полковник Майкл Вудхед (англ. Michael Woodhead)
- 1990—1995: генерал-майор Джордж Майкл Джеффри Суинделлс (англ. George Michael Geoffrey Swindells)
- 1995—2003: бригадир Хью Уильям Келлоу Пай (англ. Hugh William Kellow Pye)
- 2003—2015: генерал-майор Робин Винсент Сирби[англ.]